# 中島子玉
中島 子玉（なかしま しぎょく、享和元年（1801年） - 天保5年3月15日（1834年4月23日））は、江戸時代の儒学者で教育者。豊後国佐伯藩の人物。子玉は号で諱は大賚（たいらい）、通称は増太。別号に米華などがある。

## 生涯
享和元年（1801年）、佐伯藩士・中島幹右衛門の長子として生まれる。佐伯藩は2万石の小藩ではあるが学問の盛んなところで、子玉も藩校・四教堂に学び、幼少の頃から聡明の誉れが高かった。やがて、文化13年（1816年）3月、子玉が16歳の時に藩より学費が支給されることとなり、広瀬淡窓の咸宜園に留学を命じられる。入塾するや子玉の学才は他を圧倒し、一年を過ぎる頃には都講（塾頭）として師（淡窓）に代わって講義を行うようになる。
文政元年（1818年）11月、九州巡遊の途にあった頼山陽（儒学者・歴史家）は淡窓の知遇を得ようと咸宜園をたずねたが、その際に淡窓は子玉に接遇を命じた。子玉は山陽に対して質問し教えを乞うたが、あまりに若年の子玉を見て山陽は軽んじ、教えを授けなかった。しかし、翌日に子玉が添削を依頼して差し出した漢詩を見て山陽は愕然とし、「子（先生＝子玉）の学才、此の如く秀逸なるを知らざりしは予の不明である」と謝罪した。
その後、淡窓の紹介を得て筑前・肥後・肥前を回り、淡窓の師にあたる亀井昭陽に学ぶなどして学問を修めた子玉は藩命を受けて帰郷し、更に重ねて藩の指示を受けて文政6年（1823年）より江戸の昌平黌に学ぶこととなった。やがて遊学の期日が満ちて文政8年（1825年）に佐伯藩に帰ると子玉は母校・四教堂の教授として迎えられ、後進の指導に従事することとなる。文政10年（1827年）には藩は子玉の功績を特に認めて中小姓格として中島本家から独立させて一家を興させる。次いで、文政12年（1829年）に子玉は藩の許しを得て京へ留学し、旧知の頼山陽らと交流している。
その後、また藩に戻り儒官として後進の指導にあたる傍ら、日田への藩使に随行するなど外交面でも活躍していたが、天保5年自宅で負傷したのがもとで破傷風となり、34歳で突然死去した。その早すぎる死に対し、師の淡窓は運命を呪う言葉を日記に記し、また「予が門下生数千、此人を以って第一の英才とす。予嘗て之を品して、其才、頼子成（山陽のこと）が下に非ずと云えり。其人に至っては子成より賢なること遠し」と書き残している。なお、子玉の興した儒官としての中島家は無嗣断絶となるところであったが、没後の養子を許されて存続し、その子孫が現在に続いている。